# Fritz Perls

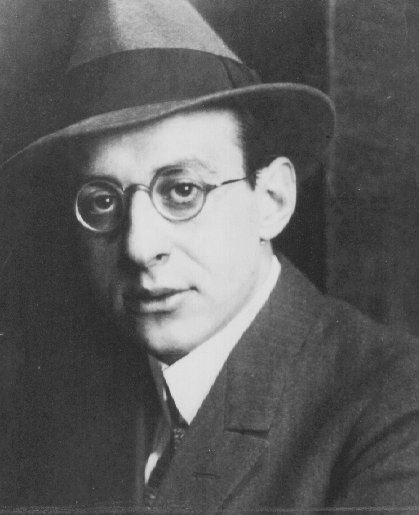
Frederick Perls

Fritz Perls właściwie Frederick Salomon Perls (ur. 8 lipca 1893, Berlin, zm. 14 maja 1970, Chicago) – niemiecki psycholog i psychoterapeuta pochodzenia żydowskiego. Początkowo uprawiał psychoanalizę. Z czasem stworzył własną szkołę terapii – Gestalt.